# Cyclocaris guilelmi
Cyclocaris guilelmi is een vlokreeftensoort uit de familie van de Cyclocaridae. De wetenschappelijke naam van de soort is voor het eerst geldig gepubliceerd in 1899 door Chevreux.